# دموکراسی و سنت‌های مدنی
دموکراسی و سنت‌های مدنی (سرمایه اجتماعی و سنت‌های مدنی در ایتالیای مدرن) کتابی است که در سال ۱۹۹۳ توسط رابرت پاتنم (با همکاری روبرت لئوناردی و رافائلا نانتی) در انتشارات دانشگاه پرینستون منتشر شد. موضوع اصلی کتاب سرمایهٔ اجتماعی است که به عنوان کلیدی برای افزایش کارایی نهادها و همچنین حفاظت از دموکراسی معرفی شده‌است.

## خلاصه
نویسنده‌ها عملکرد بیست دولت منطقه‌ای ایتالیا را از سال ۱۹۷۰ میلادی مورد بررسی قرار دادند. دولت‌هایی که اگرچه از نظر نهادی با هم مشابه بودند اما از نظر جوامعی که از دل آن برآمده بودند با هم تفاوت‌هایی داشتند. در جریان این آزمایش که در بازه‌ی زمانی‌ای نزدیک به دو دهه به طول انجامید پاتنام و همکارانش به تحلیل و بررسی دستاوردها، موفقیت‌ها و  شکست‌های دولت‌های منطقه‌ای در زمینه‌های مختلفی چون خدمات اجتماعی و بهداشت، مسکن و کشاورزی پرداختند. آنگونه از کتاب برمی‌آید، مسافرت از سِوِسو در شمال تا پیتراپرتوسا در جنوب برای این تیم مثل برگشت به قرن‌ها قبل بوده است؛ از خانه‌های سنگی تا رویای اتومبیل. در واقع آن‌ها به دنبال پاسخی برای این سوال بودند که این چه نیرویی است که به موسسه‌های دموکراتیک کمک می‌کند تا بتوانند کارآمد عمل کنند؟ و به چه دلیلی است که شمالی‌ها مدام بر وضع کردن قانون و کسب توانایی قانون‌گذاری اصرار می‌ورزند و جنوبی‌ها به طور مداوم کیف پول، بودجه و سرمایه می‌خواهند؟  آن‌ها دریافتند که دولت‌های منطقه‌ای عملکرد خوبی خواهند داشت اگر سنت‌های مدنی در دل آن جامعه ریشه دوانده باشد. این کتاب بارها و بارها به عنوان مرجع و منبع توسط دانشگاهیان معرفی شده‌است.

## ایتالیای شمالی-مرکزی و ایتالیای جنوبی
کتاب تفاوت‌های بین مناطق شمالی - مرکزی و جنوبی ایتالیا را هم مورد ارزیابی قرار داده‌است. در حدود سال ۱۰۰۰ پس از میلاد مسیح شمال ایتالیا و همچنین مناطق مرکزی آن جامعهٔ مدنی فعال‌تری داشته‌است و شهروندانش در فعالیت‌های اجتماعی و سیاسی مشارکت بیشتری داشته‌اند. ایتالیایی‌های مناطق شمالی و مرکزی اعتماد بیشتری به حکومت‌های خود داشتند و حکومت اغلب به صورت افقی اداره می‌شد. اما ایتالیایی‌های جنوب با شمالی‌ها و مرکزی‌ها بسیار متفاوت بودند. گروهی از نورمن‌ها مسوول حفظ نظم در آن منطقه بودند و ساختار حکومتی بسیار عمودی بود. شوالیهها بر دهقانان و شاهان بر شوالیه‌ها تسلط داشتند. شمال و مرکز ایتالیا یک سیستم دموکراتیک را برای شهروندان خود فراهم کرده بود؛ برعکس در جنوب ایتالیا یک سیستم فئودالی و خودکامه شکل گرفته بود. پوتنام نتیجه گرفته بود که این تفاوت‌های تاریخی طولانی‌مدت است که باعث بروز تفاوت در شیوهٔ حکومت‌داری شمال و جنوب شده‌است.
برای توضیح بهتر این وضعیت دوگانه در یک کشور می‌توان آن مقطع تاریخی را اینگونه توصیف کرد: در اروپای قرون وسطی که خشونت و هرج‌ومرج در سطح شهرها رایج و عادی بوده است، شمال ایتالیا راه‌حلی جالب و به نسبت دوران خود، دموکراتیک را برای این مشکل انتخاب کرد. آن‌ها کمون‌ها، گروه‌های همسایه‌ای که برای کمک متقابل به هم سوگند یاد می‌کردند را تشکیل دادند. به عنوان مثال سوگند این گروه‌ها در بولونیا این‌گونه بوده است: «بدون تقلب و با نیت خیر در برج و خانه‌ی مشترکمان به یکدیگر کمک کنیم و سوگند می‌خوریم که هیچ یک نه به طور مستقیم و نه از طریق نیرویی دیگر علیه هم اقدامی نکنیم.» این در حالی بود که در جنوب اقتدار ارباب و رعیتی در حال قدرت گرفتن روزافزون بود.

## رسالهٔ نویسنده
پاتنم به این نکته اعتقاد دارد که موفق شدن یک سیستم دموکراتیک به ایجاد یک اعتماد متقابل بین شهروندان و دولت و تبدیل هرچه بیشتر شیوه‌های حکومت‌داری به مدل افقی بستگی دارد؛ تمام آنچه که مناطق شمالی و مرکزی ایتالیا در خود دارند. پوتنام در این کتاب به این نکته اشاره می‌کند که جامعهٔ مدنی باعث ایجاد ثروت می‌شود اما ثروت به خودی خود باعث ایجاد یک جامعهٔ مدنی نخواهد شد. ماهیت مدنی مناطق شمالی و مرکزی ایتالیا با قدمتی که به قرون وسطی برمی‌گردد برای این مناطق در دوران مدرن رفاه به ارمغان آورد. جنوب ایتالیا اما، که از دوران قرون وسطی ماهیتی فئودالی داشته‌است و همین باعث شده بود که این مناطق خاستگاه مافیا باشد در دوران مدرن به موفقیت کمتری دست یافت. ساختار سلسله‌مراتبی مافیا بسیار زیاد به ریشه‌های فئودالی ایتالیا مشابهت داشت (بر طبق یافته‌های پوتنام). پاتنم دریافته است که ساختارهای متفاوت در قرون وسطی باعث ایجاد تفاوت در ساختار و جو سیاسی و اقتصادی حال حاضر در مناطق جنوبی و همچنین شمالی و مرکزی ایتالیا شده‌است.

## به فارسی
کتاب دموکراسی و سنت‌های مدنی (سرمایه اجتماعی و سنت‌های مدنی در ایتالیای مدرن) را انتشارات جامعه‌شناسان در سال ۱۳۹۲، با ترجمهٔ محمدتقی دلفروز وارد بازار کتاب ایران کرد.

## افتخارات
- برنده جایزه کتاب یادبود چارلز اچ. لووین در سال 1994[۴]
- برنده جایزه گرگوری لوبرت ۱۹۹۴
- برنده جایزه کتاب لوئیز براونلو در سال ۱۹۹۳، آکادمی ملی مدیریت عمومی
- نشان افتخار برای جایزه ۱۹۹۳ بهترین کتاب حرفه ای / علمی در دولت و علوم سیاسی، انجمن ناشران آمریکایی

## واکنش‌ها
- بن بلچ، رابرت مک کالورن، استاد اقتصاد و مدیریت بازرگانی در کالج رودز:

 " کار پاتنم به اقتصاددانان چیزی را نشان می‌دهد که مدتهاست در پی آن هستند: توسعه اقتصادی به مسیر بستگی دارد. خیلی مهم است که چگونه به جایی که هستیم رسیده‌ایم. " 